# Kongo-Rosenkäfer

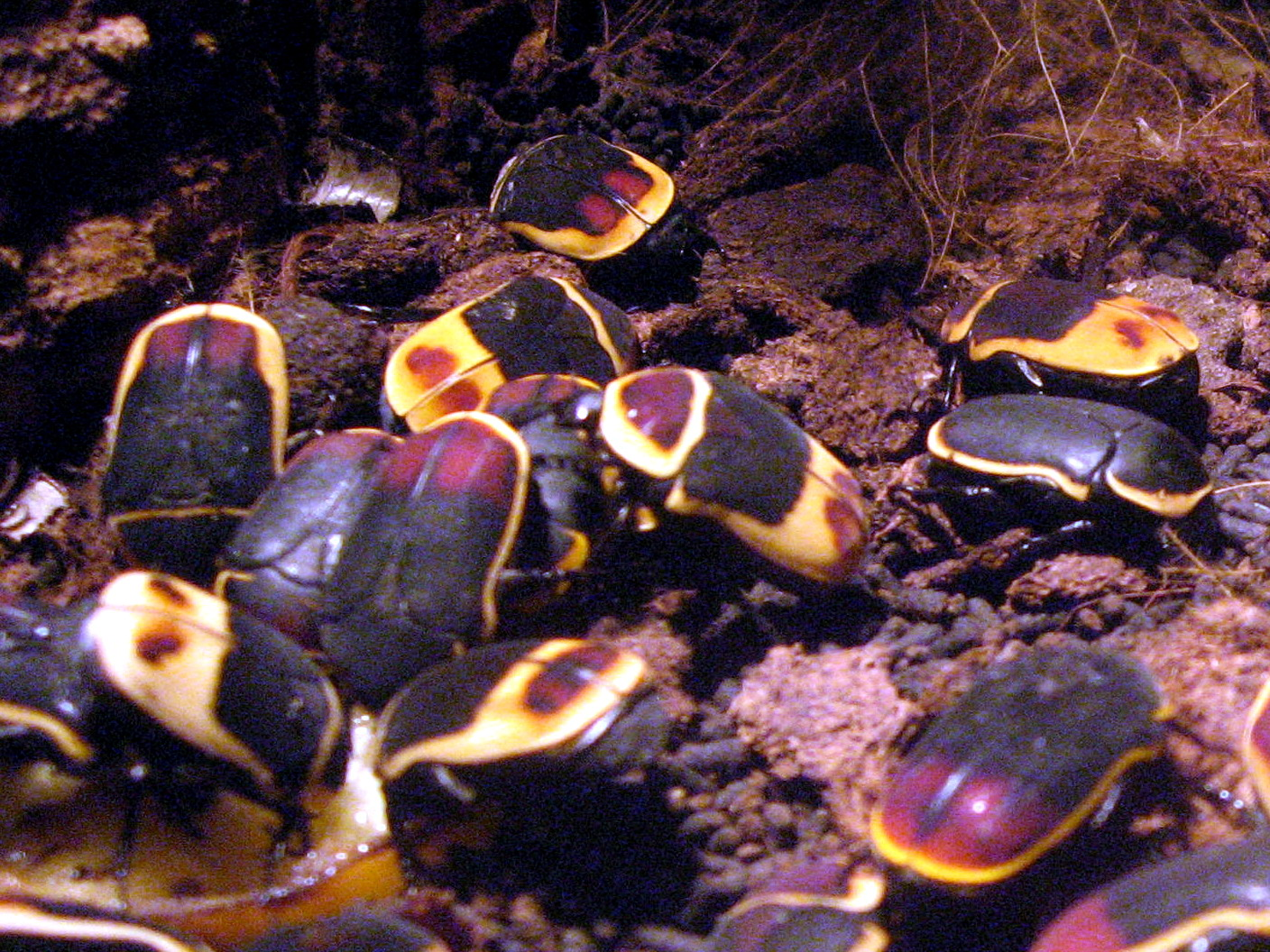
Unterarten-Hybriden aus P. m. peregrina (mit komplett gelb gerandetem Halsschild und breit gelb gerandetem, im hinteren Drittel überwiegend gelben Elytren) und P. m. marginata (mit nur dünnem gelbem Rand um das vordere Halsschild und die Elytren)

Der Kongo-Rosenkäfer (Pachnoda marginata) ist ein Käfer aus der Unterfamilie der Rosenkäfer (Cetoniinae).

## Merkmale
Der Käfer erreicht eine Länge von 20 bis 25 Millimetern. Ein sicheres Merkmal zur Unterscheidung zwischen den Geschlechtern ist die an der Unterseite des Hinterleibs der Männchen vorhandene Längsfurche. Die Bauchseite sowie der Kopf und die Beine sind immer schwarzbraun gefärbt. Die gesamte Oberseite ist matt samtig und kann in der Färbung je nach Unterart stark variieren. Im Folgenden werden die bekanntesten Unterarten vorgestellt und deren Rückenfärbung beschrieben:

Pachnoda marginata aurantia
Pachnoda marginata marginata
Pachnoda marginata peregrina

- Pachnoda marginata aurantia Herbst, 1790
 ist komplett orangegelb mit hellgelbem Rand.

- Pachnoda marginata marginata (Drury, 1773)
 ist rotbraun mit zirkulär um die Flügeldecken (Elytren) und das vordere Halsschild verlaufendem, dünnem, gelbem Band.

- Pachnoda marginata peregrina Kolbe, 1906
 die bekannteste Unterart, ist ebenfalls rotbraun mit leuchtend gelbem, breiterem Band um das komplette Halsschild und die äußeren Ränder der Flügeldecken. Deren hinteres Drittel ist bis auf zwei rotbraune Flecken, die miteinander verbunden sein können, komplett gelb.[1]

## Vorkommen
Wie aus dem Namen hervorgeht, ist die Art vorwiegend im Kongo beheimatet. Aber auch in anderen Gebieten Zentral- und  Westafrikas, wie Guinea, Senegal, Angola, Kamerun, Kenia und im Sudan lassen sich verschiedene Unterarten finden.

## Lebensweise
Die flugfähigen Imagines erleichtern ihr Abfliegen gelegentlich dadurch, dass sie sich um die eigene Achse drehen, während sie ihre Flügel unter den Deckflügeln hervor spreizen. Sie leben vor allem auf Bäumen und Sträuchern und ernähren sich von Früchten, Blütenblättern und Baumsäften. Man findet die Käfer aber auch am Boden. Die Paarung findet ebenfalls auf Bäumen und Sträuchern oder dem Erdboden statt. Fehlen Weibchen sind zwischen den Männchen Gruppenpaarungen zu beobachten, bei denen bis zu vier Käfer übereinander sitzen können. Die Larve (Engerling) lebt in der Erde und ernährt sich von auf den Boden gefallenen Blättern und Früchten, die sie auf dem Rücken liegend von unten anknabbert. Ein Weibchen kann etwa sieben Monate alt werden, das Männchen um die fünf Monate.

## Fortpflanzung
Die Entwicklung vom Ei bis zum adulten Käfer ist schon nach etwa fünf Monaten abgeschlossen. Die bis zu 178 Eier werden vom Weibchen im Boden abgelegt. Nach drei bis vier Wochen schlüpft die Larve. Sie verpuppt sich nach etwa drei Monaten in einem selbstgebauten Kokon aus Erdkörnern und einem speziellen Körpersekret, welcher meist an größeren festen Bestandteilen im Boden wie Wurzeln (im Terrarium auch an der Terrarienwand) angebracht wird. Der Käfer schlüpft nach weiteren fünf bis acht Wochen und verlässt einige Tage später, wenn der Chitinpanzer komplett ausgehärtet und ausgefärbt ist, den Kokon und gräbt sich aus der Erde aus.

## Systematik
Die Nominatform des Kongo-Rosenkäfers wurde von Dru Drury ursprünglich unter dem Namen Scarabaeus marginatus beschrieben. Heute werden verschiedene Unterarten differenziert, von denen die Unterart Pachnoda marginata peregrina unter mehreren mittlerweile als Synonyme geltenden Namen beschrieben wurde, von denen besonders der hier zuerst genannte oft auch heute noch fälschlich gebraucht wird. 
Als Unterarten werden geführt:
- Pachnoda marginata marginata (Drury, 1773)
- Pachnoda marginata aurantia Herbst, 1790
- Pachnoda marginata cerandi  Rigout, 1984
- Pachnoda marginata fernandezi  Rigout, 1984
- Pachnoda marginata mirei Ruter, 1963
- Pachnoda marginata murielei  Rigout, 1986
- Pachnoda marginata peregrina Kolbe, 1906

Syn. = Pachnoda butana Schurhoff, 1938
Syn. = Pachnoda bipartita Schurhoff, 1938
Syn. = Pachnoda erythraena Schurhoff, 1938
Syn. = Pachnoda negi Schurhoff, 1938
Syn. = Pachnoda zonaria Bourgoin, 1919
- Pachnoda marginata tunisiensis  Rigout, 1984

## Terraristik
Diese Käferart wird oft von Liebhabern im Terrarium gehalten und gilt als einfach zu vermehren. Die Fütterung erfolgt mit aufgeschnittenen Bananen, welche zweimal in der Woche ausgetauscht werden, um eine zu starke Vermehrung von Fruchtfliegen zu verhindern. Als Substrat zur Eiablage und für die Entwicklung der Engerlinge dient ein leicht feuchtes aber nie nasses Sand-Blumenerde-Gemisch, welchem man weißfaulendes Holz von Eiche, Buche, Ahorn oder Linde zusetzen sollte. Die Entwicklungsdauer ist stark abhängig von der Temperatur, die zwischen 23 und 30 °C liegen sollte. Gerade wegen der einfachen Haltung und leichten Züchtbarkeit hat sich auch noch ein anderes Einsatzgebiet in der Terraristik entwickelt: Die Larven dieser Art werden häufig als Lebendfutter für große Reptilien angeboten.

## Bilder

P. marginata peregrina
P. marginata peregrina an Banane
P. marginata peregrina Gruppenpaarung
P. marginata peregrina, Bauchseite des Männchens
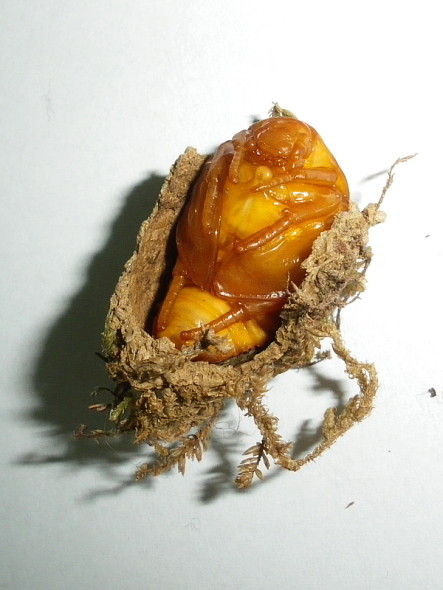
P. marginata peregrina, Geöffneter Kokon